# Eugénie d'Alsace
Pour les articles homonymes, voir Sainte Eugénie et Alsace (homonymie).
Eugénie d'Alsace, seconde abbesse de  Hohenbourg, en Alsace, de 721 à 735, est fille d'Adalbert d'Alsace, duc d'Alsace, nièce de sainte Odile, et sœur de sainte Attale. Elle est honorée le 16 septembre, le jour de sa mort en 735, à  Hohenbourg.

## Biographie
Eugénie marche sur les traces de sa tante, sainte Odile, et  maintient la régularité et la discipline et donne comme Odile l'exemple de toutes les vertus à sa sainte communauté. L'esprit de la pieuse fondatrice règne dans ces deux maisons et c'est un spectacle bien édifiant pour la Basse-Alsace que de voir de jeunes vierges issues des premières familles du pays renoncer aux douceurs d'une vie commode et agréable pour aller se consacrer aux pratiques de la pénitence. Eugénie gouverne son monastère pendant quinze ans et est aussi comptée au nombre des saintes. On dépose son corps dans la chapelle de Saint Jean Baptiste, près du tombeau de Sainte Odile. Ses reliques seront conservées dans cet endroit jusqu'à la guerre des Suédois. Ces fanatiques ouvriront alors son tombeau, disperseront ses ossements dont on ne conservera que quelques parties dans les églises d'Obernai et de Willgottheim.